# کووناتکی-فالنچینو
کووناتکی-فالنچینو (به لهستانی:  Kownatki-Falęcino) یک روستا در لهستان است که در گمینا یانوویتس کوشچیلنه واقع شده‌است. کووناتکی-فالنچینو ۱۶ نفر جمعیت دارد.